# Mówi mądrość
Mówi mądrość – 23. album zespołu Stare Dobre Małżeństwo wydany w 2013 roku, wydawnictwo zawiera płytę CD oraz DVD z filmem "Nowy archetyp". Autorami tekstów piosenek są Bogdan Loebl oraz Jan Rybowicz, muzykę skomponował Krzysztof Myszkowski.

## Lista utworów

### CD
1. Wolałbym (sł. Bogdan Loebl)
2. Litania współczesna (sł. Bogdan Loebl)
3. Cóż mogę? (sł. Bogdan Loebl)
4. Coraz gorzej widzę (sł. Bogdan Loebl)
5. Uwaga! Przyjaciel (sł. Bogdan Loebl)
6. Dopóki bolisz (sł. Bogdan Loebl)
7. Zaręczynowy blues (sł. Bogdan Loebl)
8. W zawieszeniu (sł. Jan Rybowicz)
9. Mówi mądrość (sł. Jan Rybowicz)
10. Ogień zapłonie w nas (sł. Bogdan Loebl)
11. Topielica (sł. Bogdan Loebl)
12. Nowy rok 2012 (sł. Jan Rybowicz)

### DVD
- Płyta DVD zawiera film dokumentalny "Nowy archetyp" nt. powstawania nowej płyty w zmienionym składzie zespołu.

## Skład
- Krzysztof Myszkowski - śpiew, gitara, harmonijka ustna
- Bolesław Pietraszkiewicz - gitary
- Roman Ziobro - kontrabas, gitara basowa